# Oospila similiplaga
Oospila similiplaga är en fjärilsart som beskrevs av W. Warren 1900. Oospila similiplaga ingår i släktet Oospila och familjen mätare. Inga underarter finns listade i Catalogue of Life.